# Kolárek

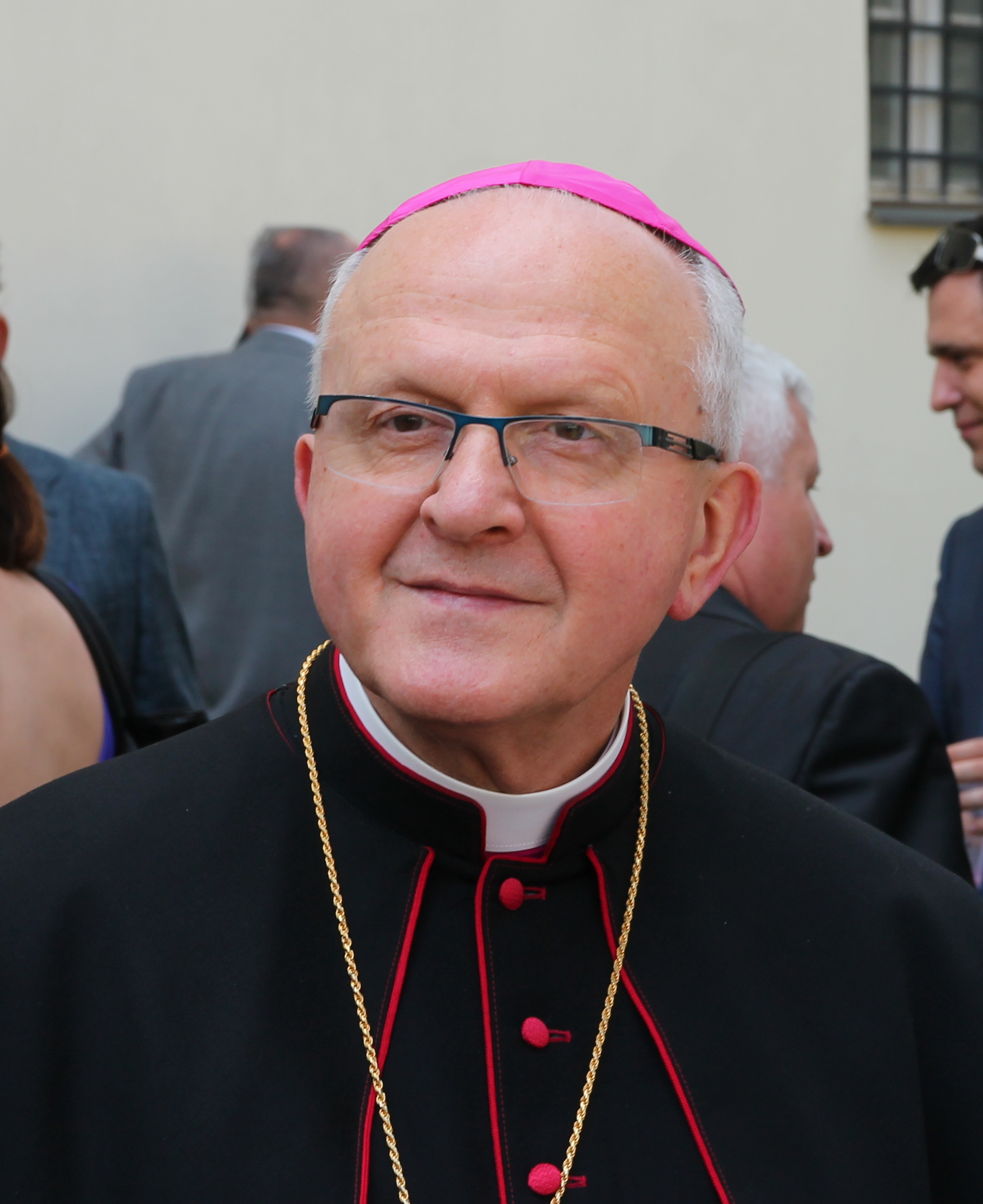
Mons. Jan Baxant v klerice s kolárkem

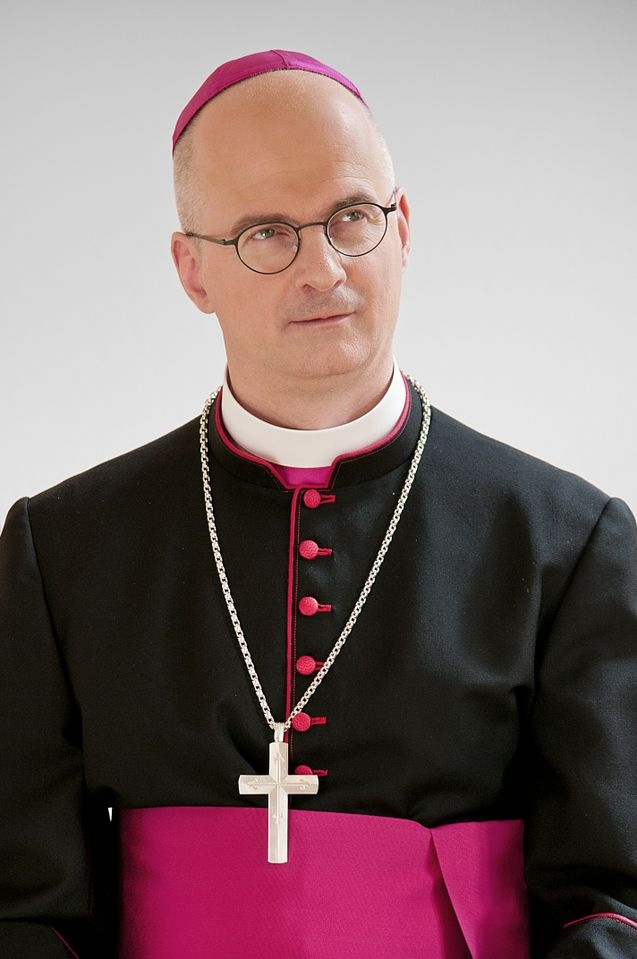
Biskup Charles Morerod v biskupské klerice s kolárkem

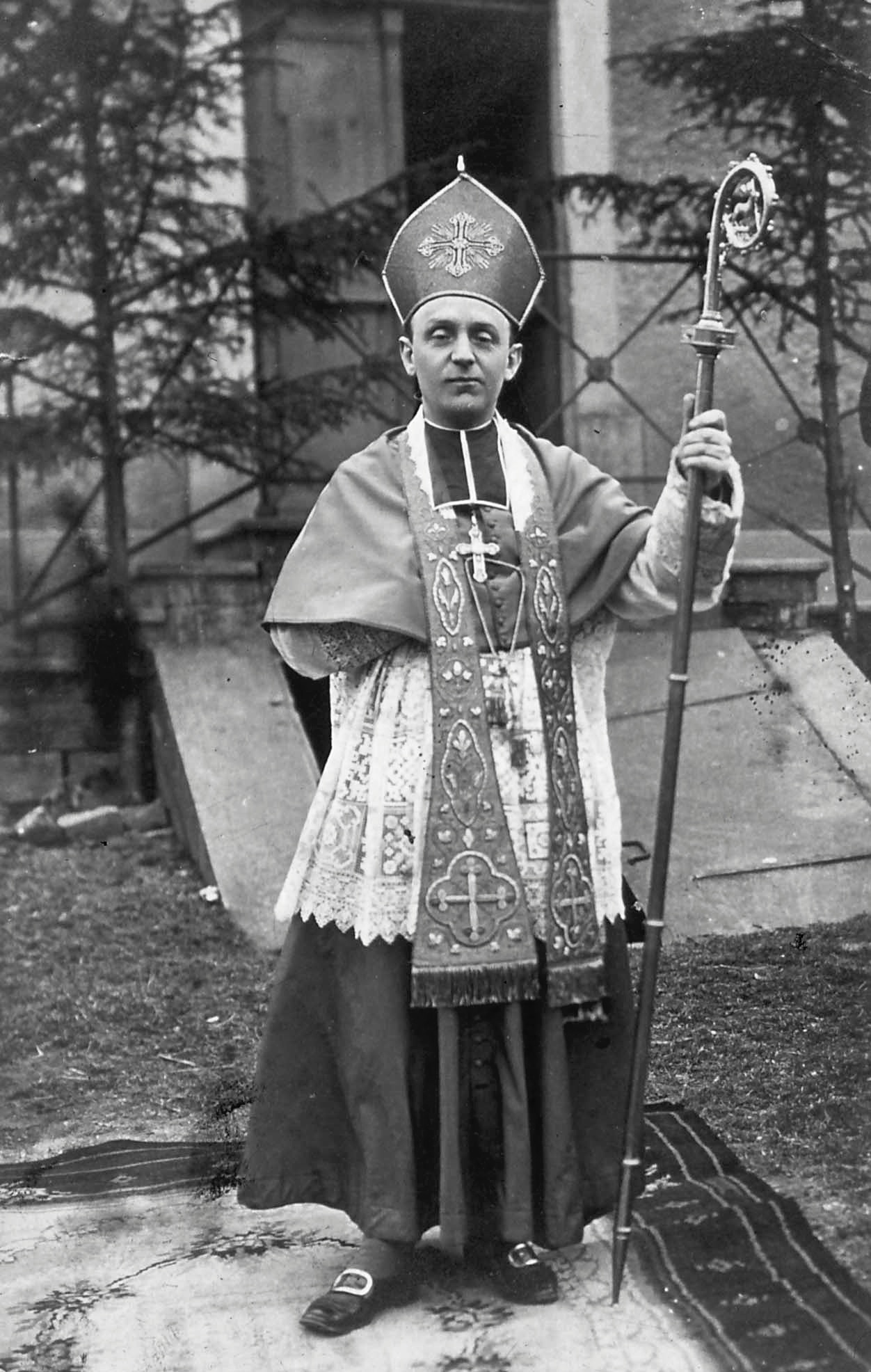
Mons. Ruch po biskupském svěcení v katolickém biskupském chórovém oděvu s dobovým kolárkem ve formě tabulek (r. 1913)

Kolárek je součást kněžského oděvu. U košile je místo kravatového límce jiný typ – kolárkový. 
Tento není pouze z vrchu přeloženou látkou, nýbrž tvoří jakýsi tunel, do nějž nositel zasune bílý plastový proužek. Tím vznikne vpředu na košili malý čtvereček, který se nachází na místě uzlu kravaty u standardní košile. 
Tento čtvereček se nazývá kolárek.

## Užití
Kromě košile je i klerika, kterou oblékají duchovní (zejména římskokatoličtí) je většinou (výjimku tvoří např. kleriky, resp. rjasy používané pravoslavnými duchovními, kteří mají límec jinak řešený) opatřena kolárkem.